# Abel Tasman
Abel Janszoon Tasman, nizozemski raziskovalec, pomorščak in trgovec, * 1603, Lutjegast, Groningen, Nizozemska republika (danes Nizozemska), † 10. oktober 1659, Batavia, Nizozemska vzhodna Indija (danes Indonezija).
Najbolj je znan po svojih odpravah med letoma 1642 in 1644, s katerimi je kot prvi Evropejec dosegel Van Diemenovo deželo, ki se danes po njem imenuje Tasmanija, in Novo Zelandijo. S sodelavci je kartiral velik del Avstralije in Nove Zelandije ter mnogo tihomorskih otokov, med njimi fidžijske otoke, ki jih je prav tako odkril kot prvi Evropejec.